# Achlora
Abraxesis es un género de polillas monotípico perteneciente a la familia Geometridae, descrita por primera vez por el entomólogo francés Achille Guenée en 1857. Su única especie, Achlora cuprearia, se encuentra en Guayana Francesa.
Es una polilla pequeña, con la frente marrón negruzco. La línea alar no se ve muy bien definida. El margen externo del ala posterior se ve bastante curvado.

## Taxonomía
Es una especie de taxonomía dudosa. De las cinco especies que Guenee clasificó como Achlora, solo A. cuprearia, cuyas antenas describe como finas, es la que persiste en el género. LepIndex considera el género sinonima de Entogonia, otras bases de datos la considera un género válido.